# Плавни (Краснодарский край)
Плавни — хутор в Крымском районе Краснодарского края.
Входит в состав Южного сельского поселения.

## География

### Улицы
- ул. Восточная,
- ул. Огородная,
- ул. Садовая,
- ул. Солнечная.

## Население
| 1999 | 2002 | 2010 |
| ---- | ---- | ---- |
| 97   | ↘81  | ↗105 |